# Brahmarszi

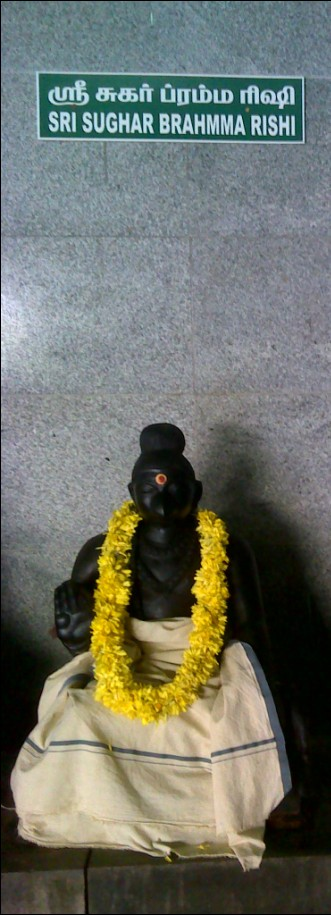
Figurka brahmarsziego ze stanu Tamilnadu w południowych Indiach

Brahmarszi (sansk. ब्राह्मर्षि, wieszcz bramiński) – nazwa zbiorowa dla klasy wedyjskich wieszczów i mędrców (ryszi), popularnych również w hinduizmie powedyjskim. Źródła nie są zgodne co do zasad kategoryzowania części ryszich jako brahmarszich, jak również co do liczebności wieszczów noszących taki tytuł.
Traktat Manudhrmaśastra objaśnia, iż kraj brahmarszich (brahmarszideśa) to obszar leżący w dzisiejszych północnych Indiach pomiędzy stanami: Pendżab, Madhya Pradesh i Uttar Pradesh. Manusmryti wymienia w nim takie rejony jak Kurukszetra, kraj Pańćalów, kraj Śurasenów i kraj Matsjów.
Doskonalszym od kraju brahmarszich i dawanym za wzorcowy przykład jest Brahmawarta,
który odpowiadałby Pendżabowi, rozumianemu jako kraina Indii północno-wschodnich zanim nastąpiło wyodrębnienie Pakistanu.

## Grupy sformalizowane
Grupa brahmarszich bywa identyczna lub częściowo wspólna z następującymi grupami mędrców i synów Brahmy (hinduistycznego boga stwórcy):
- manasaputra
- saptarszi
- nawabrahmarszi (dziewięciu brahmarszich)
- pradźapati (praojcowie)

## Pochodzenie klanowe
Przyporządkowanie do grupy wieszczów bramińskich może bazować na przynależności do klanu (sanskr. gotra). Tytuł brahmarszi przysługuje wtedy dla klanów następujących pięciu postaci:
1. Kaśjapa
2. Wasisztha
3. Bhrygu
4. Angiras
5. Atri[7]

## Recepcja w nurtach hinduistycznych

### Vishwakarma Brahman Community
Pięciu brahmarszich wskazywanych jest z imienia jako formy boga Wiśwakarmana:
1. Sanaga Brahmarszi
2. Sanatana Brahmarszi
3. Abhuwanasa Brahmarszi
4. Prathnasa Brahmarszi
5. Suparnasa Brahmarszi[8].

### Śaktyzm
Postać z dzieła Ćandi Sapta Śati (Dewimahathmja), guru Sumedha, jest wskazywany jako przynależący do klasy brahmarszich.

### Hinduizm tamilski
- Sughar (lub Sukha) (o głowie papugi) - brahmarszi z nurtu hinduizmu tamilskiego[10].

### Współcześnie żyjący brahmarszi
- Brahmarshi Subhash Patri[11][12],
- Brahmarshi Prem Nirmal[13].

## Recepcja w literaturze przedmiotu
- Niektórzy współczesnych z indyjskich autorów, jako najważniejszych brahmarszich, wskazują postacie wieszczów o imionach: Wasisztha, Wiśwamitra i Jadźńawalkhja[14].
- Wieszczem bramińskim określany jest Paraśara, ojciec Wjasy[15].